# Actualités (chanson)
Pour les articles homonymes, voir Actualité (homonymie).
Actualités est une chanson française interprétée par Yves Montand, écrite par Albert Vidalie et composée par Stéphane Golmann en 1951.
La chanson est construite sur une base d'anatole et évoque un monde contrasté entre beauté de la nature et injustices de la vie.